# Limbé (Haití)
Limbé (en criollo haitiano Lenbe) es una comuna de Haití que está situada en el distrito de Limbé, del departamento de Norte.

## Secciones
Está formado por las secciones de:
- Haut Limbé (también denominada Acul Jeanot)
- Chabotte
- Camp Coq (que abarca el barrio de Camp Coq)
- Soufrière
- Ravine Desroches (que abarca la villa de Limbé)
- Ilot-à-Corne

## Demografía
| Gráfica de evolución demográfica de Limbé entre 2009 y 2015 |
|                                                             |

Los datos demográficos contemplados en este gráfico de la comuna de Limbé son estimaciones que se han cogido de 2009 a 2015 de la página del Instituto Haitiano de Estadística e Informática (IHSI). 